# Adrián Paz
Adrián Paz (Montevideo, 9 settembre 1968) è un ex calciatore uruguaiano, di ruolo attaccante.